# August Brunhuber

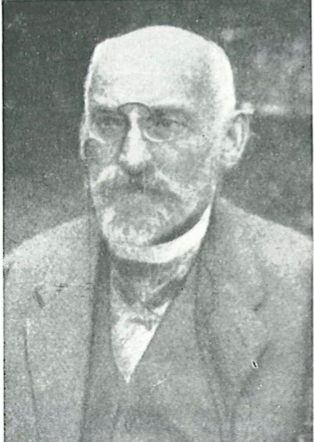
Hofrat August Brunhuber

August David Brunhuber (* 1851 in Burghausen an der Salzach; † 1928 in Regensburg) war als Augenarzt in Regensburg tätig und entwickelte sich dort zu einem Kenner der geologischen Verhältnisse in der Oberpfalz und im Stadtgebiet von Regensburg.

## Leben als Arzt und Geologe
August Brunhuber ließ sich nach seiner ophthalmologischen Ausbildung (in Freiburg bei Wilhelm Manz (1833–1911) und in Breslau in der privaten Klinik von Ludwig Jany (1833–1886)) 1877 in Regensburg nieder und eröffnete 1881 an seinem Wohnort in der Blauen Stern-Gasse 7, 7a eine Augenklinik, die für über 100 Jahre die einzige in der Umgebung war. Brunhuber verfasste auch ein leicht verständliches Buch zur Augenheilkunde. Aufgrund seiner ärztlichen Leistungen verlieh ihm 1903 Prinzregent Luitpold von Bayern den Titel eines Hofrats.
Schon bald wurde Brunhuber in Regensburg auch bekannt als ausgezeichneter Kenner der geologischen Verhältnisse in der Oberpfalz, sowie im Stadtgebiet und in der näheren Umgebung von Regensburg, dort wo westlich des Stadtgebiets die geologische Störungslinie der Tegernheimer Schlucht Am Keilstein den fränkischen Jura vom kristallinen Grundgebirge des Bayerischen Waldes abgrenzt.
Bei den Bewohnern von Regensburg war Brunhuber bald auch bekannt als begeisterter Sammler von Mineralien und Gesteinen. In der Stadt begegnete man ihm häufig dort, wo Baugruben ausgehoben oder Kanäle gegraben wurden. Als besonders interessant erwiesen sich für ihn die Tonschichten des Tertiär, die im Ortsteil Dechbetten als Material für die Töpferei häufig unter Beobachtung und Aufsicht von Brunhuber abgebaut wurden. Dort fanden sich viele tierische Reste von Vögeln, Reptilien, Säugetieren und Fischen. Brunhuber erkannte, dass die bis zu 10 m dicke Tonschicht ehemals der Lebensraum war für eine spezielle Art von Weichschildkröten, (latein. Trionyx triunguis) die dann später, ihm zu Ehren, als „Trionyx Brunhuberi“ benannt wurden.
Von den zahlreichen Veröffentlichungen Brunhubers erschien die wichtigste Veröffentlichung 1917. Sie hatte eine grundlegende Bedeutung und erschien 1921 in Zweitauflage unter dem Titel „Die geologischen Verhältnisse von Regensburg und Umgebung“
Von 1900 bis 1920 übernahm Brunhuber den Vorsitz im Naturwissenschaftlichen Verein Regensburg. Unter seiner Leitung erfolgte die Inventarisierung aller Naturdenkmäler der südlichen Oberpfalz. Aus dieser Zeit stammt auch das erhaltene Fotoalbum von Brunhuber „Geologisches Album der Oberpfalz – Zeugnisse Regensburger Tagebaus“ (heute im Archiv des Naturwissenschaftlichen Vereins)
Brunhuber starb 1928 und wurde auf dem evangelischen Zentralfriedhof begraben. Seine Grabstätte ist nicht erhalten. Heute betreibt der Naturwissenschaftliche Verein im Württembergischen Palais am Prebrunntor im Herzogspark ein Naturkundemuseum mit einer umfangreichen Sammlung der damals in Regensburg und Umgebung abgebauten Mineralien. Nach Brunhuber ist in Regensburg eine Straße am Galgenberg benannt.